# فيرينكز أمبروش
فيرينكز أمبروش (بالرومانية: Ferencz Ambruș)‏ (مواليد 2 مارس 1930) هو ملاكم روماني، مثّل بلاده في الألعاب الأولمبية الصيفية 1952.

## روابط خارجية
فيرينكز أمبروش على موقع أوليمبيديا (الإنجليزية)